# Мотта-Вісконті
Мотта-Вісконті (італ. Motta Visconti) — муніципалітет в Італії, у регіоні Ломбардія,  метрополійне місто Мілан.
Мотта-Вісконті розташована на відстані близько 470 км на північний захід від Рима, 26 км на південний захід від Мілана.
Населення — 7762 особи (2014).
Щорічний фестиваль відбувається 24 червня. Покровитель — San Giovanni.

## Демографія
Населення за роками:

Станом на 1 січня 2023 року в муніципалітеті офіційно проживало 690 іноземців з 40 країн, серед них 180 громадян країн Євросоюзу та 61 громадянин України.

## Сусідні муніципалітети
- Берегуардо
- Безате
- Казорате-Примо
- Трово
- Віджевано